# Bruxelles-Luxembourg-Mondorf
Bruxelles-Luxembourg-Mondorf est une course cycliste luxembourgeoise, disputée de 1913 à 1950 entre Bruxelles, Luxembourg et Mondorf.
De 1932 à 1937, l'épreuve est consacrée aux indépendants.

## Palmarès
| Année | Vainqueur                | Deuxième            | Troisième           |
| ----- | ------------------------ | ------------------- | ------------------- |
| 1913  | Armand Lenoir            | Lucien Buysse       | Walmer Molle        |
| 1921  | Jean-Baptiste Mosselmans | Joseph Rasqui       | Adelin Benoît       |
| 1922  | Maurice De Waele         | August Mortelmans   | Nicolas Frantz      |
| 1923  | Hector Martin            | Pierre De Gelas     | Victor Dargent      |
| 1924  | Jan Mertens              | Armand Van Bruaene  | Lode Muller         |
| 1925  | Gustave Van Slembrouck   | Henri De Keyser     | Désiré Louesse      |
| 1926  | Auguste Baumans          | Joseph Siquet       | Auguste Van Haelter |
| 1927  | François Gardier         | Marcel Houyoux      | Odiel Van Hevel     |
| 1928  | Ernest Mottard           | Émile Joly          | Georges Lemaire     |
| 1932  | Sylvère Maes             | Joseph Siquet       | Henri Garnier       |
| 1934  | Robert Wierinck          | Jules Coelaert      | Dieudonné Smets     |
| 1936  | Richard Kemps            |                     |                     |
| 1937  | Jozef Vankerckhoven      |                     |                     |
| 1939  | Edward Van Dyck          | Guillaume Wielemans | Albert François     |
| 1950  | Isidoor De Ryck (nl)     | Pino Cerami         | Gustaaf Wuyckens    |